# Voipreux
Voipreux is een plaats en voormalige gemeente in het Franse departement Marne in de regio Grand Est en telt 181 inwoners (1999).

## Geschiedenis
De gemeente was onderdeel van het kanton Vertus totdat dit op 22 maart 2015 werd opgeheven en de gemeenten werden opgenomen in het op die dag gevormde kanton Vertus-Plaine Champenoise. Op 1 januari 2018 fuseerde Voipreux met Gionges, Oger en Vertus tot de commune nouvelle Blancs-Coteaux. Hierbij werd de plaats overgeheveld van het arrondissement Châlons-en-Champagne naar het arrondissement Épernay, waar de nieuwe gemeente onder valt.

## Geografie
De oppervlakte van Voipreux bedraagt 4,3 km², de bevolkingsdichtheid is 42,1 inwoners per km².
De onderstaande kaart toont de ligging van Voipreux met de belangrijkste infrastructuur en aangrenzende gemeenten.

## Demografie
Onderstaande figuur toont het verloop van het inwonertal (bron: INSEE-tellingen).